# Леди Изабелла и король эльфов
«Леди Изабелла и король эльфов» (англ. Lady Isabel and the Elf Knight; Child 4, Roud 21) — шотландская народная баллада на весьма распространённый в европейском фольклоре сюжет, Фрэнсис Джеймс Чайлд в своём собрании приводит восемь её вариантов. Все они различаются названиями и рядом деталей. Самая ранняя известная публикация баллады — лубочный листок XVII века, где она озаглавлена The False Knight Outwitted.

## Сюжет
В одном из вариантов, записанном Питером Бьюкеном, антагонистом выступает король эльфов, увлёкший леди Изабель в лес своей музыкой. Также мотив волшебной музыки содержится в записанной Уильямом Мазеруэллом версии, где девушка является дочерью короля. Ещё в двух вариантах её зовут Мей Колвин, а мужчину — сэр Джон, в остальных герои безымянны. Он завлекает (часто — обещанием жениться) девушку к воде и намеревается утопить её, рассказывая о предыдущих своих жертвах. Она каким-то образом отвлекает его внимание или заставляет к себе приблизиться, а затем сама толкает в воду или топит злодея (в случае с королём эльфов — усыпляет и пронзает его грудь кинжалом). В ряде вариантов после возвращения домой к ней с вопросами обращается попугай, чем будит её отца. Однако девушке удаётся убедить птицу молчать о произошедшем (в одном из вариантов попугая съедает кот).
Лежащий в основе баллады мотив распространён чрезвычайно широко. Он составляет сюжет более архаичной по форме и одной из немногих известных нидерландской балладе «Господин Халевин» (нидерл. Heer Halewijn zong een liedekijn). Просьба отсрочки убийства с целью предотвратить его содержится во многих версиях легенды о Синей Бороде.

## Русский перевод
Балладу (её версию с Мей Колвин) на русский язык в 1915—1916 году переводил С. Я. Маршак, однако при его жизни четыре переведённые строфы нигде не публиковались и по черновому автографу были напечатаны под названием «Мэй Кольвин» в 1973 году. Также этот вариант под названием «Мей Колвин» перевёл И. М. Ивановский. Версию, где фигурирует король эльфов, переводили А. И. Эппель (под названием «Дева Изабелл и лесной страж»), а также Н. М. Голь («Леди Изабелла и король эльфов»).